# 阿诺德·勋伯格
阿诺德·勋伯格（德語：Arnold Schönberg，1874年9月13日—1951年7月13日），奥地利-美国作曲家、音乐理论家、教师、作家和画家。因其在现代主义音乐的开创性贡献，他被广泛认为是20世纪最有影响力的作曲家之一。勋伯格与德国诗歌和艺术的表现主义运动有关，并是第二维也纳乐派的领导人。作为一位犹太作曲家，勋伯格受到纳粹党的迫害，他的作品被定为颓废音乐，被禁止出版。他于1933年移民到美国，并于1941年成为美国公民。
勋伯格的作曲风格在和声和发展方面对20世纪音乐思想产生了深远的影响。至少有三代作曲家有意识地延续了他的思想，同时也招致了激烈的反对者。
在职业生涯的早期，勋伯格以同时延展了传统上对立的勃拉姆斯–瓦格纳德国浪漫主义风格而闻名。后来，他的名字成为了无调性创新的代表（尽管勋伯格本人讨厌这个术语），这成为了20世纪古典音乐最具争议的特征。在1920年代，勋伯格发展了十二音技法，这是一种影响深远的作曲方法，用于操纵半音音階中的所有十二个音符的有序序列。他还创造了发展变奏这一术语，并成为第一位接纳发展动机却不依赖于中心主旋律乐思的现代作曲家。
勋伯格也是一位有影响力的作曲教师；他的学生包括阿尔班·贝尔格、安东·韦伯恩、汉斯·艾斯勒、埃贡·韦勒斯、尼科斯·斯卡尔科塔斯，以及后来的約翰·凱吉、卢·哈里森、厄尔·金、罗伯托·格哈德、莱昂·基尔希纳、迪卡·纽琳、奥斯卡·勒万特等著名音乐家。勋伯格的许多实践，包括形式化的作曲方法和公开邀请听众进行分析思考的习惯，在20世纪的前衛音乐思潮中都有所呼应。他对音乐史和美学的时常引发争议的观点对许多重要的20世纪音乐学家和评论家至关重要，包括狄奧多·阿多諾、查尔斯·罗森和卡尔·达尔豪斯，以及钢琴家阿图尔·施纳贝尔、鲁道夫·塞尔金、爱德华·施托伊尔曼和格连·古尔德。
勋伯格的档案遗产被收藏在维也纳的阿诺德·勋伯格中心。

## 生平

### 早年

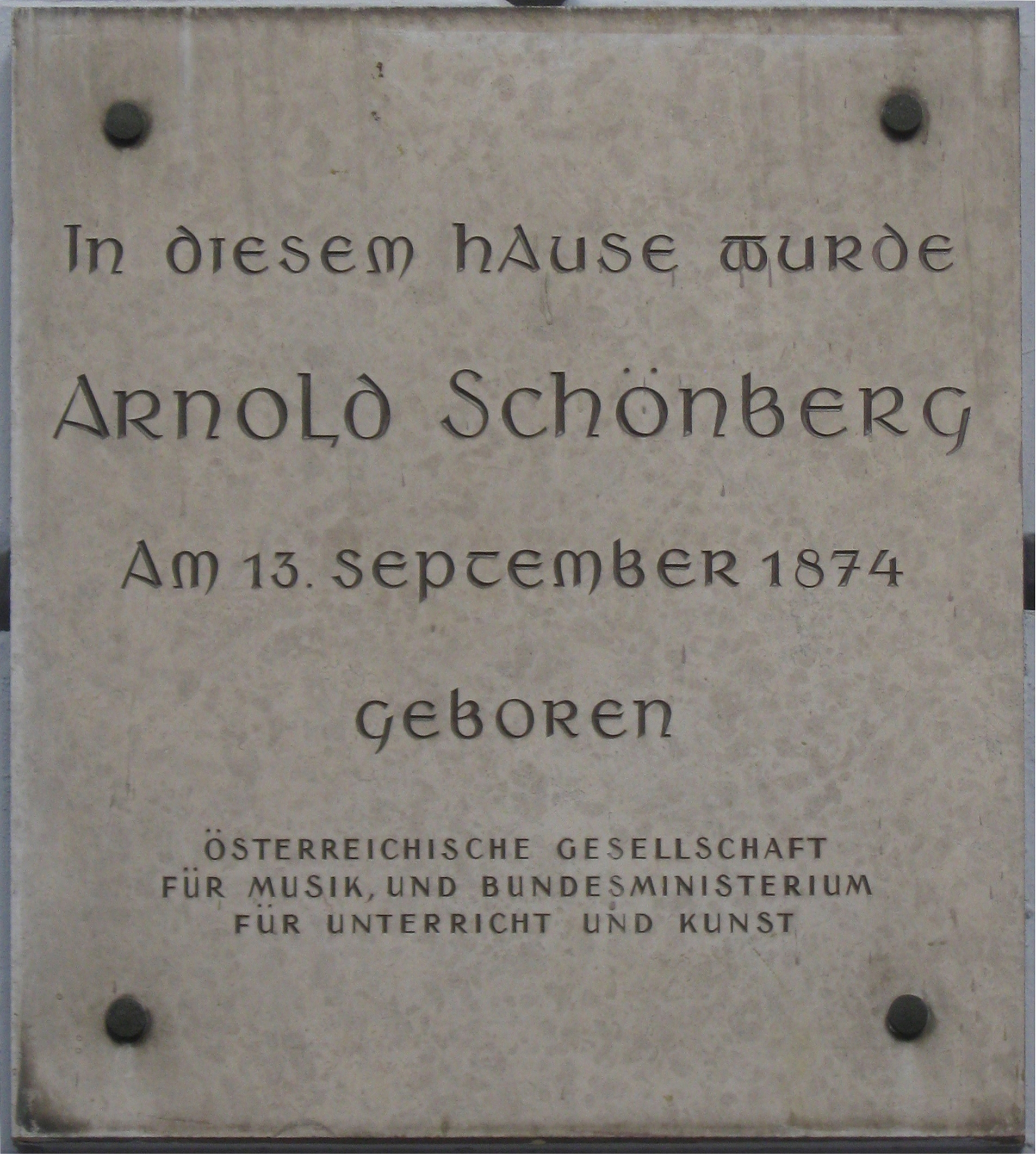
阿诺德·勋伯格出生地的纪念牌匾

阿诺德·勋伯格出生于維也納的利奥波德城（早期是一个犹太人聚集区）的一个中下层的犹太家庭中，具体地址是上多瑙大街5号。他的父亲塞缪尔（Samuel）是匈牙利塞切尼人，后来搬到波佐尼（普雷斯堡，那时是匈牙利王国的一部分，现在是斯洛伐克的布拉迪斯拉发），再后来搬到维也纳，是一位鞋店老板；他的母亲保琳·勋伯格（Pauline，原姓纳霍德，Nachod）来自布拉格，是钢琴教师。勋伯格基本上是自学成才的，他只师从作曲家亚历山大·冯·策姆林斯基学习过对位法，策姆林斯基后来成为他的第一个妻兄。
在二十多岁时，勋伯格通过给轻歌剧配器谋生，同时创作了自己的作品，如弦乐六重奏《升华之夜》（1899年）。后来他又创作了这首作品的管弦乐版本，成为他最受欢迎的作品之一。理查德·施特劳斯和古斯塔夫·馬勒都认识到勋伯格作为作曲家的重要性；施特劳斯是在接触到勋伯格的《古雷之歌》之后，马勒则是在听到一些勋伯格早期作品后。
1909年后，施特劳斯在自己的作品中转向了更为保守的风格，对勋伯格的音乐产生了质疑。马勒则将勋伯格视为自己的门徒，并继续支持他，即使勋伯格的音乐风格发展到了马勒无法理解的程度。马勒对于自己离世后谁会照顾勋伯格感到担忧。最初鄙视和嘲笑马勒音乐的勋伯格，在听到马勒的第三交响曲时发生了改变，他将其视为一部天才之作，并将马勒“形容为圣人”。
1898年，勋伯格改信基督教，加入信義宗。根据麦克唐纳（2008年，93页）的说法，这部分是为了加强他对西欧文化传统的依恋，部分是为了在“反犹主义重抬头时期”自卫的手段。1933年，在长时间的沉思后，他重新归回犹太教，因为他意识到“他的种族和宗教传统是不可逃避的”，并且要明确地站在反对纳粹主义的一边。他晚年时自认为犹太教信徒。

### 1901年–1914年：无调性实验

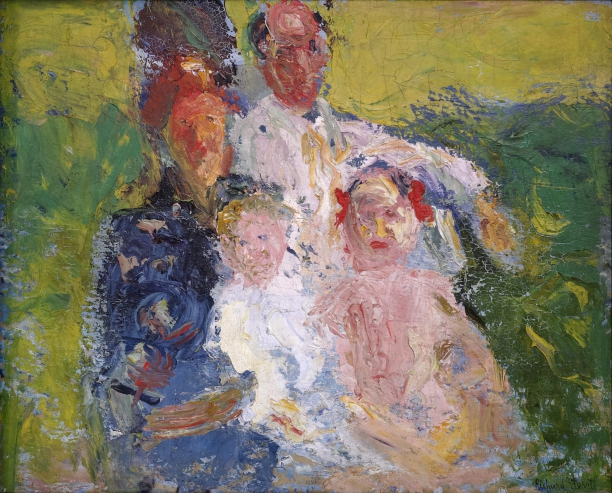
里夏德·格斯特尔1907年的画作《勋伯格一家》（Familie Schönberg）

1901年10月，勋伯格与指挥家和作曲家亚历山大·冯·策姆林斯基的妹妹玛蒂尔德·策姆林斯基（Mathilde）结婚，他从1894年开始师从亚历山大。勋伯格和玛蒂尔德共有两个孩子，格特鲁德（1902年–1947年）和乔治（1906年–1974年）。格特鲁德于1921年与勋伯格的学生费利克斯·格赖斯勒（Felix Greissle）结婚。
在1908年夏季，勋伯格的妻子玛蒂尔德离开他数月，与一位年轻的奥地利画家里夏德·格斯特尔（后来在玛蒂尔德回到婚姻后于同年11月自杀）发生了关系。这一时期标志着勋伯格作品的明显变化。在妻子离开期间，他创作了《你靠在一棵银柳树上》（德語：Du lehnest wider eine Silberweide），这是他改编自德国神秘主义诗人施特凡·格奥尔格同名诗集的套曲《悬园之书》（作品15）中的第13首。这是他的第一首完全没有调参照的作品。
同样在这一年，勋伯格完成了他最具革命性的作品之一，第二弦乐四重奏。前两个乐章，虽然在色彩上是半音阶的，但使用了传统的调号。最后两个乐章再次采用格奥尔格的诗歌，融入了女高音的声部，打破了之前弦乐四重奏的惯例，并大胆地削弱了与传统音调之间的联系。两个乐章都以主音和弦结束，这部作品并非完全无调性。
在1910年夏天，勋伯格写了他的《和声学》（德語：Harmonielehre），这本书至今仍然是最有影响力的音乐理论著作之一。从1911年左右开始，勋伯格属于一个由莱娜·施耐德-凯纳、法兰兹·威尔佛、赫尔瓦特·瓦尔登和埃尔泽·拉斯克-许勒尔等艺术家和知识分子组成的圈子。
1910年，他遇到了爱德华·克拉克，当时是一位在德国工作的英国音乐记者。克拉克成为他唯一的英语学生，后来作为BBC的制作人，他负责介绍许多勋伯格的作品以及勋伯格本人到英国（还有韦伯恩、贝尔格等人）。
他在这个无调或泛调的时期的另一部重要作品是《月迷彼埃罗》（作品21），于1912年问世，这是一部非常有影响力的表现主义歌曲套曲，改编自比利时-法国诗人阿尔贝·吉罗诗歌的德语译版。该作品采用了言唱技巧（德語：Sprechstimme），即介于戏剧式朗诵和歌唱之间的声音，为女声和五名乐手（长笛（兼任短笛）、单簧管（兼任低音单簧管）、小提琴（兼任中提琴）、大提琴、钢琴）而作。器乐组合现在通常被称为彼埃罗乐队。
1907年起的维也纳音乐学院院长威廉·博普（Wilhelm Bopp）希望摆脱罗伯特·富克斯和赫尔曼·格雷德纳所代表的陈旧保守学术环境。在考虑了许多候选人之后，他于1912年向勋伯格和弗朗兹·施雷克尔提供了教学职位。当时勋伯格住在柏林。他并没有完全与维也纳音乐学院断绝联系，在一年前曾教过一门私人理论课。他认真考虑了这个提议，但最终拒绝了。之后他写信给阿尔班·贝尔格，将他的决定主要归因于“对维也纳的厌恶”，也同时认为这个选择经济上可能是错误的，但他对自己的决定感到满意。几个月后，他写信给施雷克尔，表示对他来说接受教学职位可能也是个错误的想法。

### 第一次世界大战

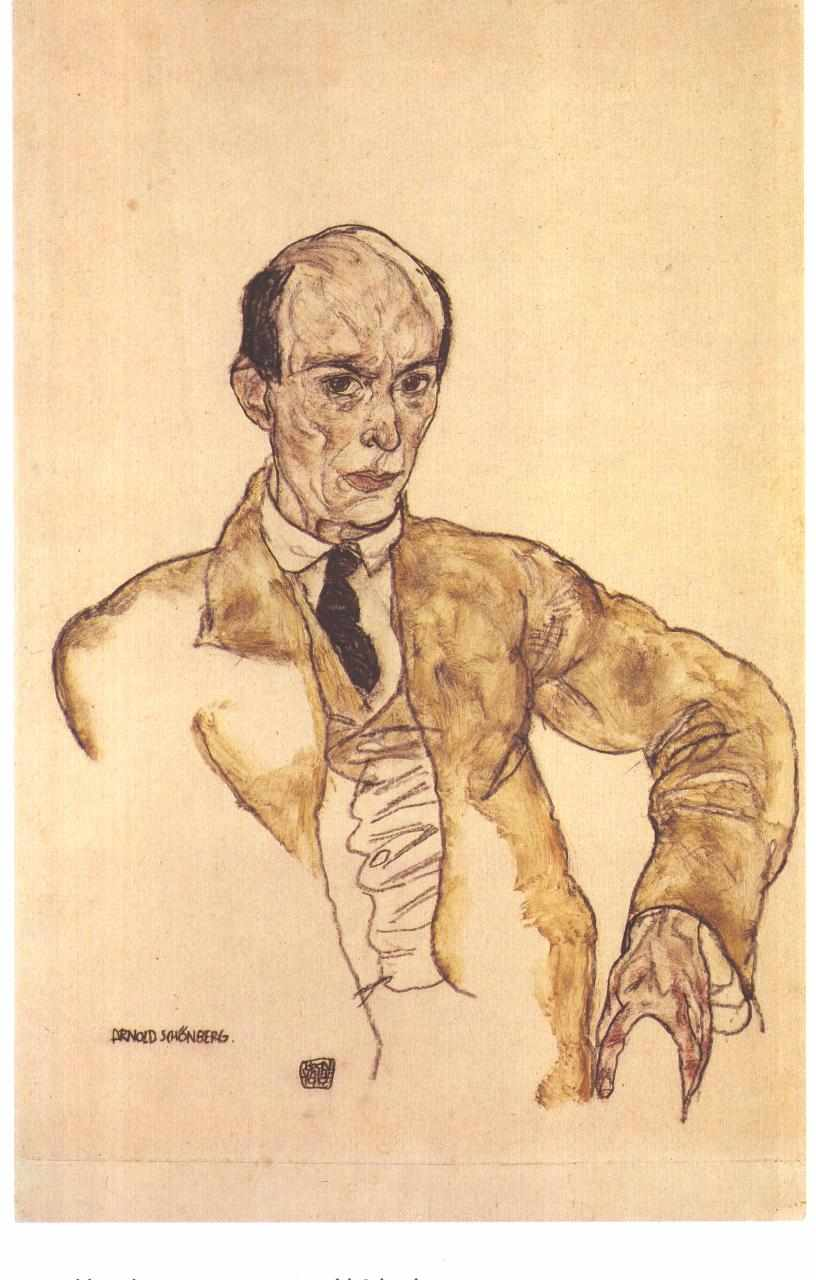
埃贡·席勒所作勋伯格像，1917年

第一次世界大战给他的发展带来了危机。当他42岁时，兵役打乱了他的生活。他无法持续、不受打扰地工作，结果留下了许多未完成的作品和未发展的“开端”。有一次，一位上级军官问他是否“就是臭名昭著的勋伯格”，勋伯格回答说：“报告，先生，是的。没有人想要成为他，有人必须成为他，所以我成了他。”据諾曼·莱布雷希特说，这是指勋伯格作为“不和谐的解放者”的明显“命运”。
勋伯格将德国对法国的攻击与他对颓废的资产阶级艺术价值观的攻击进行了比较，乐评人亚历克斯·罗斯称其为“战争病态行为”。1914年8月，在谴责比才、斯特拉文斯基和拉威尔的音乐时，他写道：“现在是清算的时候！现在我们将把这些平庸的庸俗艺术商人（kitschmongers）奴役起来，教育他们崇敬德国精神，崇拜德国神。”
当代作曲家与公众之间关系的恶化导致他在1918年在维也纳成立了私人音乐演出协会。他试图提供一个论坛，以便现代音乐作品能够经过精心准备和排练，并在受到时尚和商业压力影响的条件下仍得到适当的演出。从成立到1921年因经济原因结束为止，该协会向付费会员呈现了353场演出，有时每周一场。在最初的一年半中，勋伯格没有让自己的任何作品被演出。协会音乐会的听众而是听到了斯克里亚宾、德彪西、马勒、韦伯恩、贝尔格、雷格等20世纪音乐早期的重要人物的复杂当代作品。

### 开发十二音技法

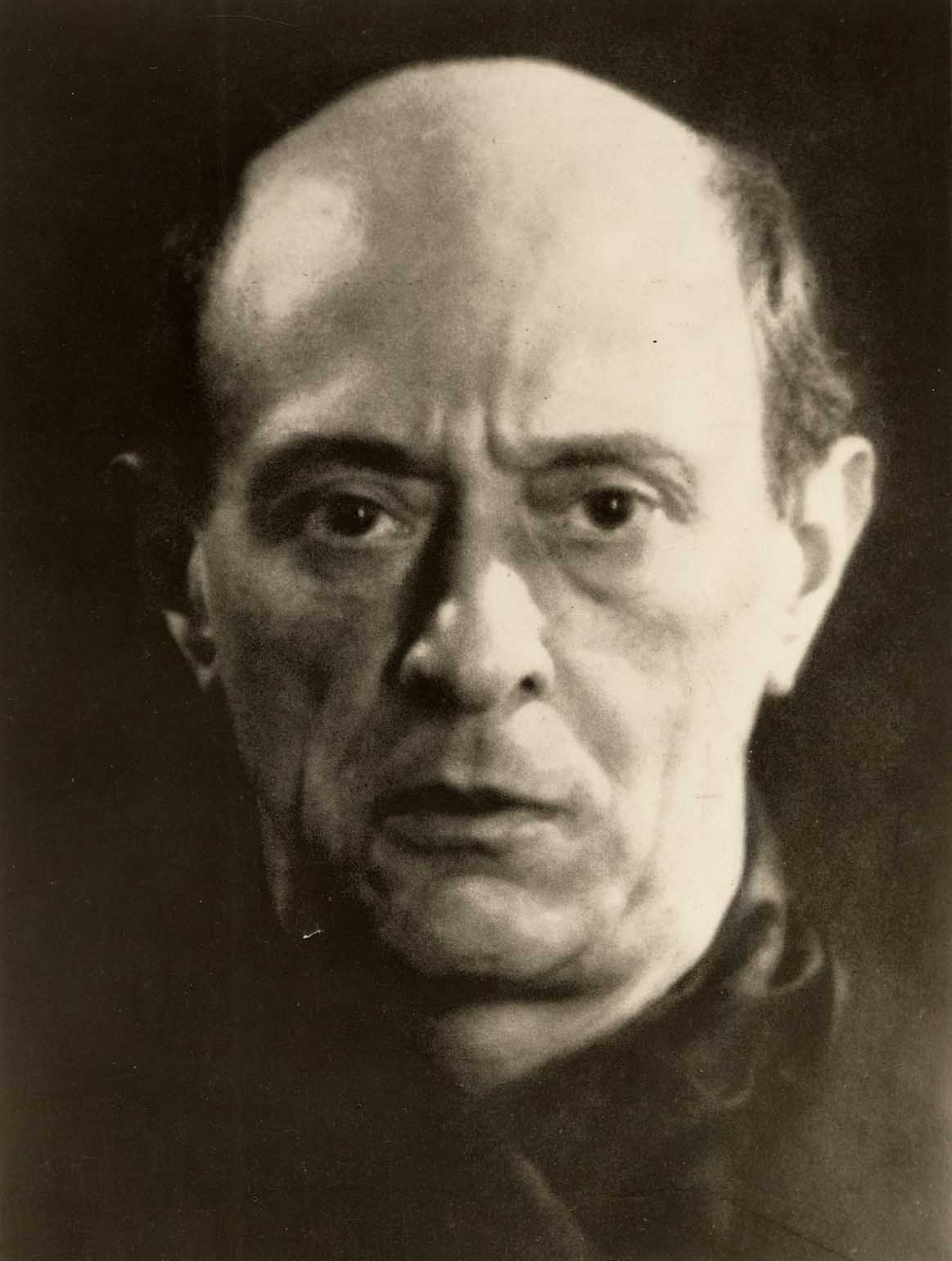
曼·雷摄所摄勋伯格像，1927年

后来，勋伯格发展出最有影响力的十二音作曲方法，该方法在法语和英语中被勒内·莱博维茨和汉弗莱·瑟尔于1947年被称为序列音乐。这种技术被他的许多学生采用，他们构成了所谓的第二维也纳乐派学派。他们包括安东·韦伯恩、阿尔班·贝尔格和汉斯·艾斯勒，他们都受到勋伯格的深刻影响。他出版了多本书，从他著名的《和声学》到《音乐作曲基础》（英語：Fundamentals of Musical Composition）等，其中许多仍在印刷并被音乐家和新作曲家使用。
勋伯格将他的发展视为一种自然进展，并在进军序列主义时并未贬低他早期的作品。1923年，他写信给瑞士慈善家维尔纳·赖因哈特：
目前对我来说，更重要的是人们理解我的老作品……它们是我后期作品的自然前兆，只有那些理解和领会了这些作品的人才能对后期作品有一个超越时尚基本要求的理解。我并不把成为音乐妖怪（bogey-man）看得那么重要，而是成为一个真正继承了正确认知的优秀传统的自然延续者！
他的第一任妻子于1923年10月去世，次年8月，勋伯格与格特鲁德·科利施结婚，她是他的学生小提琴家鲁道夫·科利施的妹妹。他们有三个孩子：努里亚·多洛西娅（Nuria Dorothea，出生于1932年）、罗纳德·鲁道夫（Ronald Rudolf，出生于1937年）和劳伦斯·亚当（Lawrence Adam，出生于1941年）。格特鲁德·科里什以笔名马克斯·布隆达（Max Blonda）为勋伯格的一幕歌剧《从今天到明天》写了剧本。根据她的要求，勋伯格的（最终未完成的）作品《雅各的天梯》准备由勋伯格的学生温弗里德·齐利希演出。在丈夫1951年去世后，她成立了贝尔蒙特（Belmont）音乐出版社，致力于出版他的作品。勋伯格在组曲（1925年，作品29）中使用了音符G和E♭（德語：Es，即“S”），代表“格特鲁德·勋伯格”（Gertrud Schoenberg）（参见音乐密码）。
1924年费卢西奥·布索尼去世后，他曾担任柏林普鲁士艺术学院作曲大师班的主任。次年，勋伯格被正式任命为该职位，但由于健康问题，直到1926年才能就任。在这个时期，他的著名学生包括作曲家罗伯托·格哈德、尼科斯·斯卡尔科塔斯和约瑟夫·鲁弗。
1930年的六部男声合唱作品（作品35）的第4、第6首标志着勋伯格回归调性，其他曲目则采用了十二音技法。

### 第三帝国和移居美国
勋伯格一直担任这个职位，直到1933年纳粹政权上台。在法国度假期间，他被告知回到德国将很危险。勋伯格在巴黎的一座犹太会堂正式重归犹太教，并与家人一起前往美国。此前他试图移居英国失败。
他在美国的第一份教职是在马尔金音乐学院（波士頓大學）。他后来搬到洛杉矶，在南加州大学和加利福尼亚大学洛杉矶分校任教，两所学校后来都在各自的校园内命名了一座音乐建筑为勋伯格音乐厅。他于1935年被任命为加州大学洛杉矶分校的访问教授，这是在洛杉矶爱乐乐团的音乐总监兼指挥奥托·克伦佩勒的推荐下实现的。第二年，他晋升为教授，年薪5100美元，这使他在1936年或1937年的五月份购买了布伦特伍德洛金汉姆北街116号的一座西班牙复兴风格的房屋，靠近加州大学洛杉矶分校。这个地址正对着秀兰·邓波儿的房子，且他在那里结识了同为作曲家的（也是网球搭档）乔治·格什温。勋伯格一家雇佣了家政人员，并开始举办每周日下午的聚会，后来以出色的咖啡和维也纳糕点而闻名。经常光顾的客人包括克伦佩勒（自1936年4月起私下向勋伯格学习作曲）、埃德加·瓦雷兹、约瑟夫·阿克龙、路易斯·格伦伯格、恩斯特·托赫，有时还有哈珀·马克思和彼得·罗等著名演员。此时，作曲家伦纳德·罗森曼、乔治·特朗布莱和好莱坞管弦乐编曲家爱德华·B·鲍威尔也在勋伯格那里学习。
在他1933年10月31日抵达美国后，他开始使用他的姓氏的替代拼写 Schoenberg，而不是 Schönberg，他称这是“尊重美国惯例”，但据一位作家称他在一年前就已经做出了这个改变。
他在那里度过了余生，但最初并不想安定。大约在1934年，他申请了悉尼新南威尔士州音乐学院的和声和理论教师职位。院长埃德加·贝恩顿因他是犹太人且持有“现代主义思想和危险倾向”而拒绝了他。勋伯格也曾一度考虑移民新西兰。他的秘书和学生（也是勋伯格岳母亨丽埃特·科利施的侄子）理查德·霍夫曼出生于维也纳但在1935年至1947年期间居住在新西兰，且勋伯格从小就对岛屿和尤其是新西兰充满了迷恋，可能是因为该国发行的美丽的邮票。

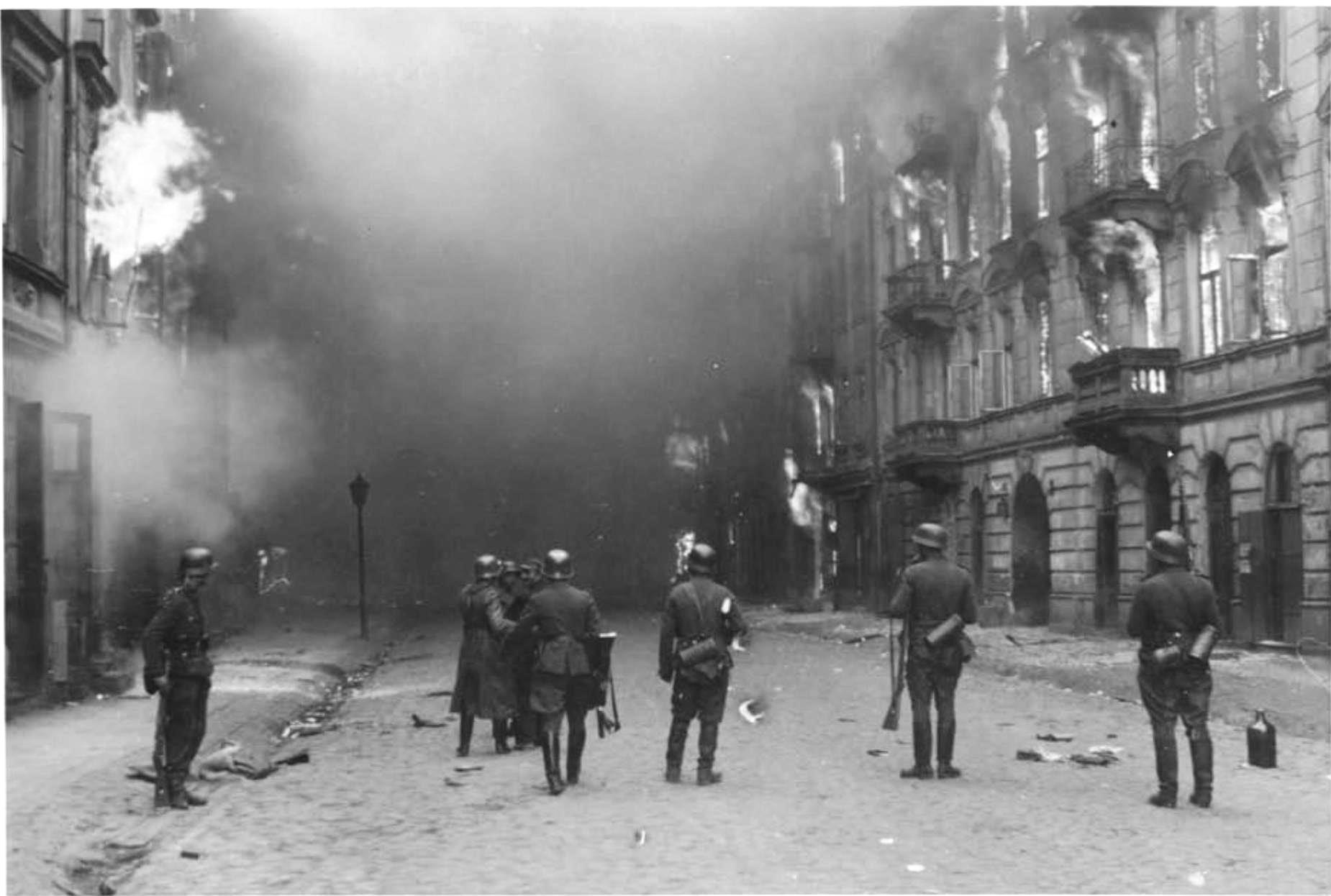
华沙犹太区起义，1947年勋伯格创作了《华沙幸存者》纪念此事件

在这一最后时期，他创作了几部重要的作品，包括小提琴协奏曲（作品36号，1934/36年）、为合唱和管弦乐团而作的《誓约》（Kol Nidre，作品39号，1938年）、《拿破仑·波拿巴颂》（Ode to Napoleon Buonaparte，作品41号，1942年）、钢琴协奏曲（作品42号，1942年），以及献给大屠杀受害者的纪念作品《华沙幸存者》（作品46号，1947年）。他未能完成自己的歌剧《摩西与亚伦》（1932/33年），该作品是最早完全采用十二音技法创作的歌剧之一。除了十二音音乐，勋伯格在最后一个时期还回归了调性，创作了G大调弦乐组曲（1935年）、降E小调第2号室内交响曲（作品38号，始于1906年，于1939年完成）、D小调宣叙调变奏曲（作品40号，1941年）。在这个时期，他的著名学生包括约翰·凯奇和卢·哈里森。
1941年，他成为美国公民。他是西部音乐学院夏季音乐学院的首位常驻作曲家。

### 迷信和死亡
勋伯格迷信的性格可能触发了他的死亡。他有十三恐懼症，据他的朋友卡蒂娅·曼（Katia Mann）所说，他害怕自己会在13倍数的年份去世。这可能始于1908年，当时他创作了歌曲循环《悬园之书》中的第十三首歌曲。他对自己1939年的六十五岁生日非常恐惧，以至于一位朋友邀请作曲家兼占星师丹·鲁迪亚为勋伯格制作了天宫图。鲁迪亚接受了邀请，并告诉勋伯格这一年很危险，但不致命。
然而，在1950年，也就是他的76岁生日那一年，一位占星师给勋伯格写了一张便条，警告他这是一个关键的年份：7 + 6 = 13。这使得作曲家感到震惊和沮丧，因为在那之前，他只担心13的倍数，从未考虑过将自己年龄的位数相加。他于1951年7月13日星期五的午夜前不久去世。勋伯格整天都躺在床上，生病、焦虑和沮丧。他的妻子格特鲁德在隔天给她的妹妹奥蒂莉（Ottilie）发去一封电报，报告阿诺德于晚上11点45分去世，离午夜还有15分钟。在一封于1951年8月4日写给奥蒂莉的信中，格特鲁德解释道：“大约十二点前一刻，我看了看钟，对自己说：再过十五分钟，最糟糕的就过去了。然后医生叫我去。阿诺德的喉咙咯咯作响了两次，他的心脏有一次有力的跳动，那就是结束了。”
勋伯格的骨灰于1974年6月6日安葬在维也纳中央公墓。

## 音乐

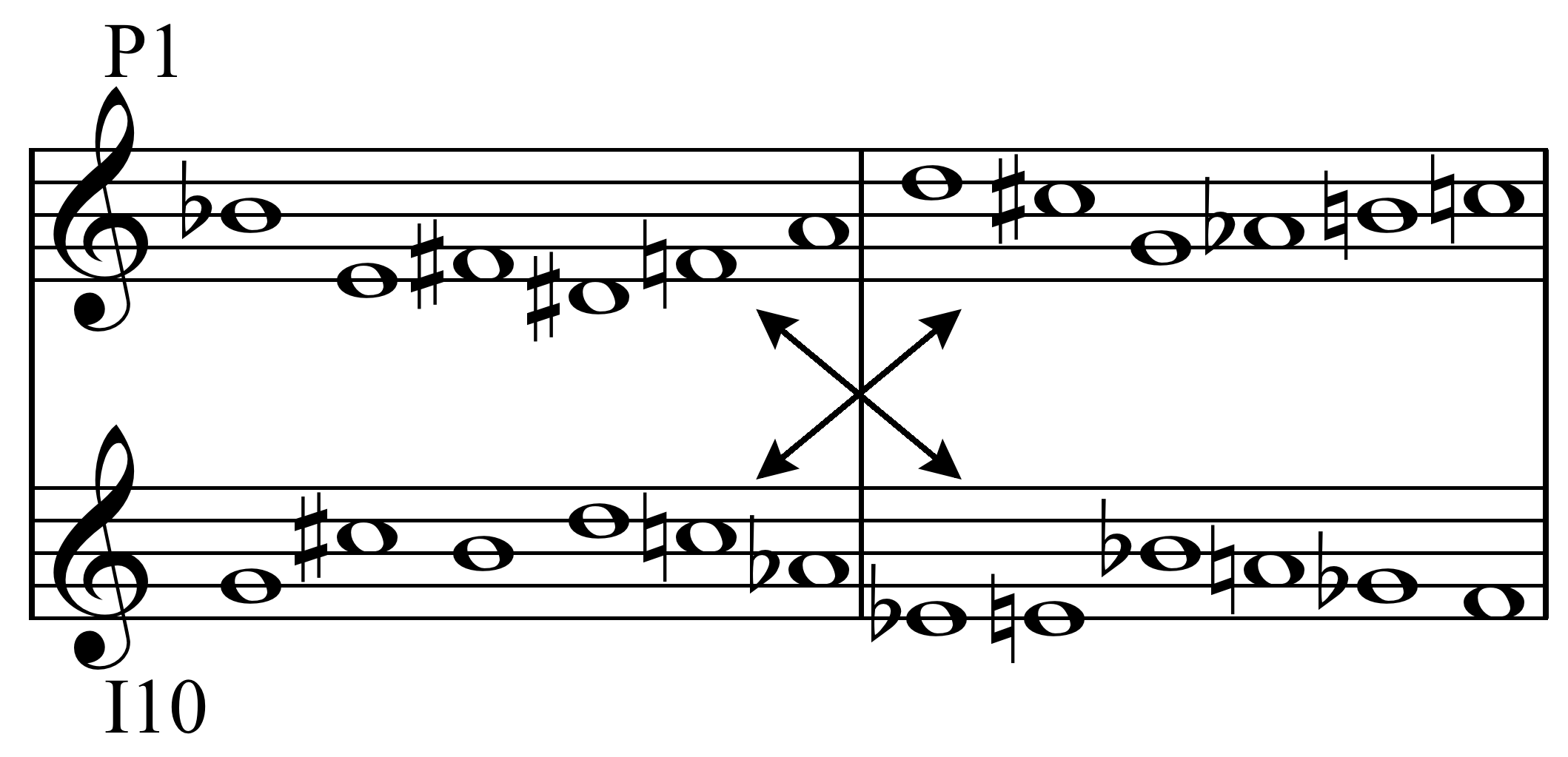
在勋伯格的《为乐团而作的变奏曲》（作品31号）中，P1的第二半音列与I10的第一半音列具有相同的音符，只是顺序不同：“因此，即使在同时以平行运动的方式使用P1和I10的情况下，也不会出现音符重复的情况。”

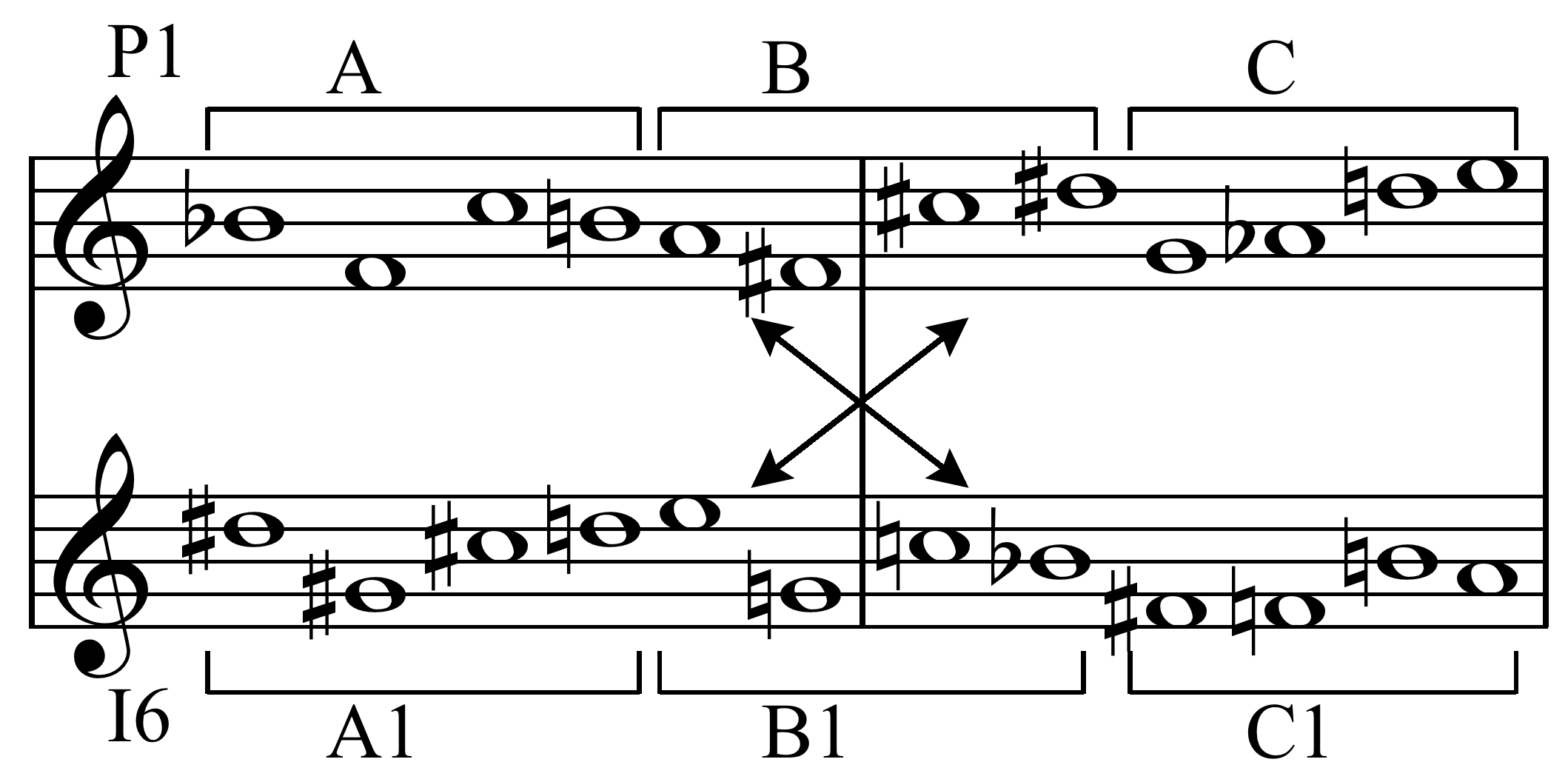
在勋伯格的《钢琴作品》（作品33a号）中，其主要形式P1和I6之间具有六音组合式，音列包含三个纯五度，这是P1和I6之间的关系，也是“五度和弦的积累”和“一般意义上更复杂的同时性”之间对比的源泉。例如，A组包括B♭-F-C-B♮，而“更混合”的B组包括A-F♯-C♯-D♯。

勋伯格在现代艺术音乐曲目中的重要作品跨越了50多年的时间。传统上，它们被分为三个时期，但鉴于这些时期内的音乐十分多样，不存在严格的划分。他十二音阶时期“代表着一系列风格统一的作品”这一想法“没有得到音乐证据上的支持”，而重要的音乐特征，尤其是与动机发展有关的特征，则完全超越了这些界限。
第一个时期是1894年至1907年，它与19世纪末的高度浪漫主义作曲家以及诗歌和艺术中的“表现主义”运动有关。第二个时期是1908年至1922年，以放弃调性中心为特征，这一举措通常被描述为“自由无调性”，尽管并非由勋伯格本人提出。第三个时期从1923年开始，以勋伯格发明的“十二音技法”作曲方法为开端。勋伯格最著名的学生汉斯·艾斯勒、阿尔班·贝尔格和安东·韦伯恩在智力和审美转变的每个阶段都忠实地跟随勋伯格，尽管在实验和方法上有相当大的变化。

### 第一时期：晚期浪漫主义
从世纪之交左右创作的歌曲和弦乐四重奏开始，作为作曲家的勋伯格的关注点使他在同行中独树一帜，因为他的手法同时呈现了勃拉姆斯和瓦格纳的特点，而对于大多数同时代的听众来说，这两者被认为是南辕北辙、代表着德国音乐传统中互不相容的方向。例如，勋伯格的《六首歌曲》（作品3号，1899-1903年），展示了一种保守的调性组织清晰性，典型地体现了勃拉姆斯和马勒的特点，反映出对平衡的乐句和不受干扰的调性关系等层次结构的兴趣。然而，这些歌曲还探索了异常大胆的偶发半音，力求达到瓦格纳式的动机再现方法，即“表现”而非简单的重复。
这些方法的综合在他的《升华之夜》（作品4号，1899年）中达到了巅峰，这是一部为弦乐六重奏而创作的标题作品，发展出了几个独特的类似“主导动机”的主题，每个主题都覆盖而又从属于前一个。在整个作品中持续存在的唯一动机元素是那些不断溶解、变化和重新组合的元素，这是一种主要在勃拉姆斯的音乐中出现的技巧，勋伯格称之为“发展变奏”。勋伯格在这部作品中的手法同时以两种方式组织；既呈现出瓦格纳式的动机思想叙事，又体现出勃拉姆斯式的动机发展和音调连贯性的方式。

### 第二时期：自由无调性
勋伯格从1908年开始的音乐实验以各种方式探索传统音调或调性中心的缺失。他的第一部明确无调性的作品是第2弦乐四重奏（作品10号），带有女高音独唱。这部作品的最后乐章没有调号，标志着勋伯格与七声调和的正式分离。这个时期的其他重要作品包括他的歌曲循环《悬园之书》（1908-1909年），他的《五部管弦作品》（作品16号，1909年），颇具影响力的《月迷彼埃罗》（作品21号，1912年），以及他的歌剧《期待》（作品17号，1909年）。
然而，调性中心的缺乏或传统的不协和-协和关系构建的紧迫感可以追溯到他的第1室内交响曲（作品9号，1906年），这部作品以全音音阶、四度和声的调性发展以及它引发的动态、不寻常的合奏关系、戏剧性的中断和不可预测的器乐组合而著称；许多这些特征成为了20世纪音色导向的室内乐美学的典型特征。

### 第三时期：十二音和调性作品
在1920年代初，勋伯格致力于发展一种能够使音乐织体更简单、更清晰的秩序方式。这导致了“以只与彼此相关的十二个音符进行作曲的方法”，其中八度音阶内的十二个音高（在作曲中并未实现）被视为相等，没有任何一个音符或音调被赋予古典和声中所占据的重要性。他认为这一理论的重要性等同于物理中阿尔伯特·爱因斯坦的相对论的地位。勋伯格在与朋友约瑟夫·鲁费尔散步时以他典型的方式宣布了这一发现，当时他说：“我已经做出了一个发现，它将确保德国音乐在未来一百年中仍占主导地位。”这个时期的作品包括《为乐团而作的变奏曲》（作品31号，1928年）；伴奏音乐《电影场景配乐》（作品34，1930年）；《钢琴作品》（作品Op. 33a/b号，1931年）以及钢琴协奏曲（作品42号，1942年）。人们普遍认为勋伯格作曲方法严谨，但他对这种技巧的使用因每个独立作品的要求而各不相同。因此，他未完成的歌剧《摩西与亚伦》的结构与他的《为小提琴与钢琴而作的幻想曲》（作品47号，1949年）不同。
勋伯格成熟的十二音技法实践具有十个特征，它们具有特色、相互依存和互动：
1. 六音（英语：Hexachord）转位组合式（英语：Combinatoriality）
2. 聚合体（即十二音组成的全集）
3. 线性集合呈现
4. 分割（英语：Derived row）
5. 同构分割
6. 不变量（即在任何操作中保持不变的集合性质或关系，和数学中同名词的定义类似）
7. 六音层级（英语：Level (music)）
8. 和声，“与参考集合的属性相一致并源自其中”
9. 节拍，通过“音高关系特征”建立
10. 多维度（英语：Simultaneity (music)）集合呈现

## 评价与遗产

### 首批作品
在早期遇到一些困难后，勋伯格开始通过作品赢得公众的接受，例如1907年在柏林演出的交响诗《佩利亚斯与梅丽桑德》。在1913年的《古雷之歌》维也纳首演中，他收到了长达15分钟的欢呼声，并最终被授予桂冠。
然而，他的许多作品并未受到良好的评价。他的第1室内交响曲在1907年的首演没有引起多少轰动。然而，当它于1913年3月31日在“丑闻音乐会”上再次演奏时（该音乐会还包括贝尔格、韦伯恩和策姆林斯基的作品），“在热烈的掌声中可以听到门钥匙尖锐的声音，而在第二层包厢，那天晚上的第一场斗殴刚刚开始。”在音乐会的后半段，在演奏贝尔格的《艾腾贝格歌曲》时，由于勋伯格中断演出并威胁称警察会抓捕闹事者，冲突完全爆发。

### 十二音时期
根据伊森·海莫（Ethan Haimo）的说法，由于他新体系的“真正革命性质”，一些早期作家关于这一体系的“规则”和“例外”的错误信息与勋伯格音乐的最重要特点“几乎毫不相关”，加上作曲家的神秘主义和他的草图和手稿直到1970年代末才广泛流传，理解勋伯格的十二音作品一直很困难。在他的一生中，他“遭受了各种批评和谩骂，即使回顾起来也令人震惊”。

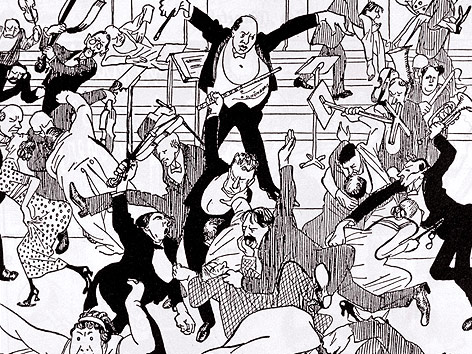
1913年4月6日《时代周报》中的漫画《耳光音乐会》（Watschenkonzert）

勋伯格在诗歌《新古典主义》中批评了伊戈尔·斯特拉文斯基的新古典主义趋势（他在其中贬低了新古典主义，并间接地将斯特拉文斯基称为“小现代斯基”），这首诗被用作他的《三首讽刺诗》（作品28号）的第三首的文本。
勋伯格的十二音序列作曲技术在20世纪中后期成为美国和欧洲音乐家中最核心和有争议的问题之一。从1940年代开始，持续到今天，诸如皮埃尔·布莱兹、卡尔海因茨·施托克豪森、路易吉·诺诺和米尔顿·巴比特等作曲家已将勋伯格的遗产推向越来越激进的方向。美国的主要城市（如洛杉矶、纽约和波士顿）曾经有过历史性的勋伯格音乐演出，拥护者包括纽约的巴比特和法籍美国指挥家兼钢琴家雅克-路易·莫诺。勋伯格的学生在美国的重要大学中担任有影响力的教职，例如伦纳德·斯坦在南加州大学、加利福尼亚大学洛杉矶分校和加州艺术学院；理查德·霍夫曼（Richard Hoffmann）在欧柏林音乐学院；帕特里夏·卡彭特在哥伦比亚大学；以及里昂·科克纳和厄尔·金（Earl Kim）在哈佛大学。与勋伯格有关的音乐家对美国当代音乐演奏实践产生了深远影响（例如，路易斯·克拉斯纳、尤金·勒纳和鲁道夫·科利施在新英格兰音乐学院；爱德华·斯特曼和费利克斯·加利米尔在茱莉亚学院）。在欧洲，汉斯·凯勒、路易吉·罗尼奥尼和勒内·莱博维茨对将勋伯格的音乐遗产向德国和奥地利以外地区传播发挥了可观的影响。勋伯格的学生和助手马克斯·多伊奇后来成为音乐教授，还指挥过瑞士罗曼德管弦乐团演奏三部“杰作”勋伯格作品的录音，该录音于2013年末在他去世后发布。这份录音中包括多伊奇对每首乐曲的简短讲解。

### 批评
在1920年代，恩斯特·克热内克批评了一种未具名的当代音乐门派（可能指勋伯格及其门徒），称其为“坐在工作室里根据自己凭空发明的规则写下音符的个体的自我满足”。勋伯格对这一言论感到冒犯，并回应说克热内克“恨不得自己的听众只有娼妓”。
艾伦·肖恩指出，鉴于勋伯格的生活环境，人们通常是在为他的作品进行“辩护”而非真正倾听，而且很难脱离其周围的意识形态体验它。理查德·塔鲁斯金断言，勋伯格犯了一种所谓“创作谬误”的错误，即认为艺术作品中最重要的（或者唯一重要的）是创作过程、作曲家的创造力，而听众的愉悦不应是作曲家的主要目标。塔鲁斯金还批评了以勋伯格对其他艺术家的影响衡量他作为作曲家的价值的方法、对他技术创新的过誉、以及将评价局限于结构和工艺，而贬低其他方面为庸俗的做法。

### 和大众的关系
克里斯托弗·斯莫尔在1977年写道：“即使在今天，许多音乐爱好者仍对勋伯格的音乐感到困惑。”斯莫尔在勋伯格去世后25年创作了他的短传记。尼古拉斯·库克在斯莫尔创作勋伯格的传记约二十年后指出，勋伯格曾认为这种理解上的欠缺只是
暂时的、不可避免的阶段：他们说，音乐史表明观众总是抵制陌生的事物，但是久而久之他们会习惯并学会欣赏……勋伯格本人期待着一个时代的到来，他说，食品杂货店的送货员会在途中吹奏序列音乐。如果勋伯格真的相信他所说的（对此很难确定），那么现在将是音乐史上最令人心酸的时刻之一。因为序列主义并没有受到广泛的欢迎；他和他的同时代人所等待的熟悉化过程从未发生。
根据本·厄尔（Ben Earle）2003年的研究，尽管勋伯格受到专家的崇敬，并在大学课程中被传授给“数代学生”，但他并不受大众喜爱。尽管进行了超过四十年的推广，并出版了“专门向非专业观众解释这些困难曲目的书籍”，但“现在可以放心地说，试图推广这类音乐的努力（尤其是在英国）已经失败了。”
在勋伯格同代作曲家、同样具有开创性的作曲家德彪西的2018年的传记中，斯蒂芬·沃尔什对“一个创作艺术家无法既激进又受欢迎”的观点提出了质疑。沃尔什得出结论：“勋伯格可能是现代历史上第一个‘伟大’的作曲家，他的音乐在他出生近一个半世纪后仍未进入标准曲目。”

### 托马斯·曼的小说《浮士德博士》
托马斯·曼的小说《浮士德博士》（1947年）的主人公阿德里安·莱韦屈恩是一位作曲家，他使用的十二音技法与勋伯格的创新相似。勋伯格对此感到不满，并在该小说发表后与曼展开了一次书信往来。
莱韦屈恩可能是以尼采为原型，他将自己的灵魂卖给了魔鬼。作家肖恩·奥布莱恩评论说，《浮士德博士》在希特勒的阴影下诞生，记述了纳粹主义的兴起，但它与政治历史的关系是间接的。

## 个性和音乐外的兴趣
勋伯格是能力颇高的画家，他的作品与弗兰茨·马尔克和瓦西里·康定斯基的作品一起展出，他们是表现主义团体青骑士的成员。他三分之二的画作都在1908年至1910年期间创作，其中包括65幅油画。
他对豪帕龙·卡西迪系列电影很感兴趣，保罗·布勒（Paul Buhle）和大卫·瓦格纳（David Wagner）将这归功于这些电影的左翼编剧——鉴于勋伯格称自己是从“资产阶级”转变而来的君主主义者，这个说法有些奇怪。

### 脚注
1. ↑  “《政治、宗教和文化利益周刊》刊登了通告《来自布拉格的保琳·纳霍德小姐与来自普雷斯堡的塞缪尔·勋伯格的婚礼》。这些信息与宗教社区发布的公告不符：1872年3月17日，12时30分，塞缪尔·勋伯格，来自塞切尼的商人，亚伯拉罕先生和特丽西娅女士的儿子，出生于1838年9月15日，住址为塔博尔街4号；保琳·纳霍德，来自普雷斯堡，约瑟夫先生和卡罗琳娜女士的女儿，出生于1843年3月8日，住址为塔博尔街4号。宣布姻缘并代表出席的是普雷斯堡的代表，日期是1872年3月2日。”

### 引用
1. ↑  Berg 2013.
2. ↑  Anon. 2008.
3. ↑  Helm 2006–2017.
4. ↑  Beaumont 2000，第87頁.
5. ↑  Boss 2013，第118頁.
6. ↑  Stuckenschmidt 1977，第103頁.
7. ↑  Schoenberg 1975，第136頁.
8. ↑  Marquis Who's Who n.d.
9. 1 2  Neighbour 2001.
10. 1 2  Stuckenschmidt 1977，第96頁.
11. ↑  Hailey 1993，第55–57頁.
12. ↑  Schoenberg 1975，第104頁.
13. ↑  Lebrecht 2001.
14. ↑  Ross 2007，第60頁.
15. ↑  Rosen 1975，第65頁.
16. ↑  Rosen 1996，第66頁.
17. ↑  Schoenberg 1967.
18. ↑  Stein 1987，第100頁.
19. ↑  quoted in Strimple (2005，第22頁)
20. ↑  Silverman 2010，第223頁.
21. ↑  Shoaf 1992，第64頁.
22. ↑  MacDonald 2008，第216頁.
23. ↑  Auner 1999，第85頁.
24. ↑  Brown, Kellie D. . McFarland. 2020: 16. ISBN 978-1-4766-7056-0.
25. ↑  Friedrich 1986，第31頁.
26. ↑  UCLA Department of Music 2008.
27. ↑  University of Southern California Thornton School of Music 2008.
28. ↑  Crawford 2009，第116頁.
29. ↑  Feisst 2011，第6頁.
30. ↑  Laskin 2008.
31. ↑  MacDonald 2008，第79頁.
32. ↑  Schoenberg 1975，第514頁.
33. ↑  Watkins 2010，第114頁.
34. ↑  Slonimsky, Kuhn, and McIntire 2001.
35. ↑  Foss 1951，第401頁.
36. ↑  Ross 2007，第45頁.
37. ↑  Plush 1996.
38. ↑  Marcus 2016，第188頁.
39. ↑  Greenberg 2019.
40. ↑  quoted in Lebrecht (1985，第294頁)
41. ↑  Nuria Schoenberg-Nono, quoted in Lebrecht (1985，第295頁)
42. ↑  Stuckenschmidt 1977，第520頁.
43. ↑  Stuckenschmidt 1977，第521頁.
44. ↑  McCoy 1999，第15頁.
45. ↑  Leeuw 2005，第154–55頁.
46. ↑  Leeuw 2005，第155–57頁.
47. ↑  Haimo 1990，第4頁.
48. ↑  Schoenberg 1984，第218頁.
49. ↑  Stuckenschmidt 1977，第277頁.
50. ↑  Haimo 1990，第41頁.
51. ↑  Rosen 1996，第4頁.
52. ↑  Stuckenschmidt 1977，第184頁.
53. ↑  Stuckenschmidt 1977，第185頁.
54. ↑  Haimo 1990，第2–3頁.
55. ↑  Schonberg 1970，第503頁.
56. ↑  Lewis n.d.
57. ↑  Anon. 2013.
58. ↑  Ross 2007，第156頁.
59. ↑  Taruskin 2004，第7頁.
60. ↑  Taruskin 2004，第10頁.
61. ↑  Taruskin 2004，第12頁.
62. ↑  Small 1977，第25頁.
63. ↑  Cook 1998，第46頁.
64. ↑  Earle 2003，第643頁.
65. ↑  Walsh 2018，第321–22頁.
66. ↑  E. R. Schoenberg 2018，第109–149頁.
67. ↑  O'Brien 2009.
68. ↑  Stuckenschmidt 1977，第142頁.
69. ↑  Kallir, Jane (1984), Arnold Schoenberg's Vienna, "focus[es] on the paintings, which form the central chapter" of the book (p. 11).
70. ↑  Kallir 1984, p. 40.
71. ↑  Stuckenschmidt 1977，第551–552頁.

## 进一步阅读
- Adorno, Theodor. 1967. Prisms, translated from the German by Samuel and Shierry Weber London: Spearman; Cambridge, Massachusetts: MIT Press.
- Anon. 2002. "Arnold Schönberg and His God". Vienna: Arnold Schönberg Center (accessed 1 December 2008).
- Anon. 1997–2013. "'Degenerate' Music （页面存档备份，存于）". In A Teacher's Guide to the Holocaust. The Florida Center for Instructional Technology, College of Education, University of South Florida (accessed 16 June 2014).
- Auner, Joseph. 1993. A Schoenberg Reader. New Haven: Yale University Press. ISBN 978-0-300-09540-1
- Bailey, Walter B. . The Journal of Musicology. Spring 2015, 32 (2): 279–322. JSTOR 10.1525/jm.2015.32.2.279. doi:10.1525/jm.2015.32.2.279.
- Berry, Mark. 2019. Arnold Schoenberg. London: Reaktion Books.
- Boulez, Pierre. 1991. "Schoenberg is Dead" (1952). In his Stocktakings from an Apprenticeship, collected and presented by Paule Thévenin, translated by Stephen Walsh, with an introduction by Robert Piencikowski, 209–14. Oxford: Clarendon Press; New York: Oxford University Press. ISBN 978-0-19-311210-0
- Brand, Julianne, Christopher Hailey, and Donald Harris (editors). 1987. The Berg-Schoenberg Correspondence: Selected Letters. New York, London: W. W. Norton and Company. ISBN 978-0-393-01919-3
- Buhle, Paul, and David Wagner. 2002. Radical Hollywood: The Untold Story Behind America's Favorite Movies. New York: The New Press. ISBN 978-1-56584-819-1
- Clausen, Detlev. 2008. Theodor W. Adorno: One Last Genius, translated by Rodney Livingstone. Cambridge: Harvard University Press. ISBN 978-0-674-02618-6
- Byron, Avior. 2006. "The Test Pressings of Schoenberg Conducting Pierrot lunaire: Sprechstimme Reconsidered". Music Theory Online 12, no. 1 (February).
- Cohen, Mitchell, "A Dissonant Schoenberg in Berlin and Paris," "Jewish Review of Books," April 2016.
- da Costa Meyer, Esther. 2003. "Schoenberg's Echo: The Composer as Painter". In Schoenberg, Kandinsky, and the Blue Rider, edited by Fred Wasserman and Esther da Costa Meyer, foreword by Joan Rosenbaum, preface by Christian Meyer. London and New York: Scala. ISBN 978-1-85759-312-9
- Everdell, William R. 1998 The First Moderns: Profiles in the Origins of Twentieth-Century Thought. Chicago: University of Chicago Press.
- Eybl, Martin. 2004. Die Befreiung des Augenblicks: Schönbergs Skandalkonzerte von 1907 und 1908: eine Dokumentation. Wiener Veröffentlichungen zur Musikgeschichte 4. Vienna, Cologne, Weimar: Böhlau. ISBN 978-3-205-77103-6
- Floirat, Bernard. 2001. Les Fonctions structurelles de l'harmonie d'Arnold Schoenberg （页面存档备份，存于）. Eska, Musurgia. ISBN 978-2-7472-0209-1
- Frisch, Walter (ed.). 1999. Schoenberg and His World. Bard Music Festival Series. Princeton: Princeton University Press. ISBN 978-0-691-04860-4 (cloth); ISBN 978-0-691-04861-1 (pbk).
- Genette, Gérard. 1997. Immanence and Transcendence, translated by G. M. Goshgarian. Ithaca: Cornell University Press（英语：Cornell University Press）. ISBN 978-0-8014-8272-4
- Gur, Golan. 2009. "Arnold Schoenberg and the Ideology of Progress in Twentieth-Century Musical Thinking （页面存档备份，存于）". Search: Journal for New Music and Culture 5 (Summer). Online journal (Accessed 17 October 2011).
- Greissle-Schönberg, Arnold, and Nancy Bogen. [n.d.] Arnold Schönberg's European Family (e-book). The Lark Ascending, Inc. (accessed 2 May 2010)
- Hyde, Martha M. 1982. Schoenberg's Twelve-Tone Harmony: The Suite Op. 29 and the Compositional Sketches. Studies in Musicology, series edited by George Buelow. Ann Arbor: UMI Research Press. ISBN 978-0-8357-1512-6
- Kandinsky, Wassily. 2000. "Arnold Schönberg als Maler/Arnold Schönberg as Painter". Journal of the Arnold Schönberg Center, no. 1:131–76.
- Mahler, Alma. 1960. Mein Leben, with a foreword by Willy Haas. Frankfurt am Main: S. Fischer, My Life, My Loves: The Memoirs of Alma Mahler, St. Martin's Griffin (1958) Paperback ISBN 978-0-312-02540-3
- Mailman, Joshua Banks. . Music Theory Spectrum. September 2015, 37 (2): 224–252. doi:10.1093/mts/mtv015.
- Orenstein, Arbie. 1975. Ravel: Man and Musician. London: Columbia University Press.
- Payne, Anthony. . Oxford Studies of Composers. London: Oxford University Press. 1968. OCLC 915854222.
- Petropoulos, Jonathan. 2014. Artists Under Hitler. New Haven and London: Yale University Press. ISBN 978-0-300-19747-1
- Ringer, Alexander. 1990. "Arnold Schoenberg: The Composer as Jew". Oxford: Clarendon Press; New York: Oxford University Press. ISBN 978-0-19-315466-7
- Rollet, Philippe (ed.). 2010. Arnold Schönberg: Visions et regards, with a preface by Frédéric Chambert and Alain Mousseigne. Montreuil-sous-Bois: Liénart. ISBN 978-2-35906-028-7
- Schoenberg, Arnold. 1922. Harmonielehre, third edition. Vienna: Universal Edition. (Originally published 1911). Translation by Roy E. Carter, based on the third edition, as Theory of Harmony. Berkeley, Los Angeles: University of California Press, 1978. ISBN 978-0-520-04945-1
- Schoenberg, Arnold. 1959. Structural Functions of Harmony. Translated by Leonard Stein. London: Williams and Norgate; Revised edition, New York, London: W. W. Norton 1969. ISBN 978-0-393-00478-6
- Shawn, Allen. 2002. Arnold Schoenberg's Journey. New York: Farrar Straus and Giroux. ISBN 978-0-374-10590-7
- Stegemann, Benedikt. 2013. Theory of Tonality: Theoretical Studies. Wilhelmshaven: Noetzel. ISBN 978-3-7959-0963-5
- Weiss, Adolph. 1932. "The Lyceum of Schonberg", Modern Music 9, no. 3 (March–April): 99–107.
- Wright, James K. 2007. Schoenberg, Wittgenstein, and the Vienna Circle. Bern: Verlag Peter Lang. ISBN 978-3-03911-287-6
- Wright, James and Alan Gillmor (eds.). 2009. Schoenberg's Chamber Music, Schoenberg's World. New York: Pendragon Press. ISBN 978-1-57647-130-2